# Flaga võro
Flaga võro – flaga, stanowiąca symbol społeczności posługującej się językiem võro. Została wprowadzona w 2013 roku.
Flaga jest symbolem ludności mówiącej językiem võro, zamieszkałej głównie region Võrumaa, znajdujący się w południowo-wschodniej części Estonii (język võro użytkowany jest przez co najmniej 50 000 osób). W środkowej części flagi znajduje się charakterystyczny motyw często występujący na tradycyjnych strojach ludności używającej języka võro. Wierzy się, że znak ten odgania zło i przynosi szczęście. Osiem części tego motywu nawiązuje do ośmiu dawnych gmin regionu Võru. Biały kolor znaku symbolizuje czystą i szczerą duszę, a ciemnozielone tło lasy i przyrodę regionu Võru. Proporcje przyjęto w stosunku 7:11, identycznie jak w przypadku flagi Estonii. Flaga została wyłoniona na drodze konkursu, który ogłoszono 15 maja 2012 roku. Termin zgłaszania propozycji upłynął 22 września 2012 roku. Ogółem wpłynęły 53 propozycje od 32 autorów. Specjalna komisja wyłoniła dwa projekty, spośród których zwycięską koncepcję postanowiono wyłonić na drodze otwartego głosowania, przeprowadzonego wśród lokalnej społeczności. Głosowanie trwało od 8 do 31 stycznia 2013 roku. Oddanych zostało 955 głosów, a zwyciężyła koncepcja, którą wspólnie stworzyli Evar Saar i Margus Sepman (uzyskała ona 504 głosy). Pierwsze, uroczyste wyniesienie flagi na maszt miało miejsce 14 lutego 2013 roku przy szkole we wsi Kääpa położonej około 5 km na wschód od stolicy regionu, miasta Võru.